# Ringarnas herre: Slaget om Midgård II – Häxkungens tid
Ringarnas herre: Slaget om Midgård II – Häxkungens tid är ett realtidsstrategi-datorspel från 2006 utvecklat och utgivet av Electronic Arts, baserat på fantasyboken Sagan om ringen (Ringarnas herre i annan översättning) av J. R. R. Tolkien samt filmtrilogin baserad på boken, regisserad av Peter Jackson. Häxkungens tid utannonserades på 2006 års San Diego Comic-Con och är det officiella expansionpaketet till Ringarnas Herre: Slaget om Midgård II, som utvecklades av samma företag och gavs ut tidigare samma år, till Windows. Häxkungens tid skickades ut till butiker 28 november 2006 och utgavs officiellt 30 november.
Man kan välja mellan sju olika lag – Mordor, Människor, Isengård, Alver, Dvärgar, Vättar och det nya laget Angmar. Fälttåget handlar om att Angmar (som leds av häxmästaren) ska krossa Arnor.